# Duck Records
Duck Records ist ein 1982 von dem britischen Rockmusiker Eric Clapton gegründetes Plattenlabel. Vertrieben werden die Label-Veröffentlichungen über Warner und Reprise. Das achte Studioalbum von Clapton mit dem Titel Money and Cigarettes erschien 1983 als erste Veröffentlichung des Labels.

## Veröffentlichungen (Auswahl)
| Alben - 1983: Money and Cigarettes - 1985: Behind the Sun - 1986: August - 1989: Journeyman - 1991: 24 Nights - 1992: Unplugged - 1992: Rush - 1994: From the Cradle - 1999: Pilgrim - 2000: Riding with the King - 2001: One More Car, One More Rider - 2006: The Road to Escondido | Singles - 1983: The Shape You’re In - 1985: Forever Man - 1985: See What Love Can Do - 1985: She’s Waiting - 1986: It’s in the Way That You Use It - 1986: Behind the Mask - 1987: Tearing Us Apart - 1989: Pretending - 1990: Bad Love - 1991: Tears in Heaven - 1992: Layla (Acoustic) - 1994: Motherless Child |